# Gößnitz, Voitsberg
Gößnitz là một đô thị thuộc huyện Voitsberg thuộc bang Steiermark, nước Áo. Đô thị Gößnitz, Voitsberg có diện tích 31,03 km², dân số thời điểm cuối năm 2005 là 514 người.